# Сумникова Ірина Володимирівна
Сумникова Ірина Володимирівна (15 жовтня 1964) — російська баскетболістка.
Учасниця Олімпійських Ігор 1988, 1992, 1996, 2000 років.
Олімпійська чемпіонка 1992 року.
Бронзова призерка Олімпійських ігор 1988 року.